# Furka Árpád
Furka Árpád (Kristyor, Románia, 1931. december 3. –) Széchenyi-díjas vegyész, a kémiai tudomány doktora. A kombinatorikus kémia feltalálója, amely egy olyan a gyógyszerkutatásban alkalmazott eljárás, amelynek segítségéven egy munkamenetben akár több milliárd új vegyületet is előállíthatnak, amelyek közül kiválaszthatják azokat, amelyek gyógyhatást mutatnak.

## Élete
Édesapja, Furka János a Hunyad megyei (erdélyi) Furkák közül származott. Kristyóron a Mica nevű aranybánya vállalat ipari tanulóinak oktatója volt. Édesanyja Petre Anna akinek hat gyermeke közül három első férjétől született, aki meghalt az első világháborúban. Egy testvére Romániában férjhez ment, édesanyja az öt gyermekkel visszatért Magyarországra, a Csanád megyei Kunágotára. 1959-ben kötött házasságot a kunágotai származású Szaniszló Erzsébettel akivel együtt élt 2004-ben bekövetkezett haláláig. Furka Árpád elemi iskolai tanulmányait román nyelvű iskolában kezdte a negyedik osztályt és az általános iskolát Kunágotán, magyar iskolában fejezte be. A család anyagi helyzete miatt középiskolába nem járhatott, de 1950-ben beiratkozhatott az egri szakérettségi kollégiumba, ahol 1951-ben érettségizett. Egyetemi tanulmányait a Szegedi Tudományegyetemen végezte, ahol 1955-ben előbb kémia-fizika szakos középiskolai tanári, majd 1959-ben vegyészdiplomát szerzett. Doktori fokozatát ugyancsak a Szegedi Tudományegyetemen érte el, 1959-ben. Kandidátusi fokozatot 1963-ban, a kémia tűudománya doktori fokozatot pedig 1971-ben szerzett. Első munkahelye a Makói József Attila Gimnáziumban volt, ahol az 1955/56-os tanévben fizikát tanított. 1956-tól 1961-ig a Szegedi Tudományegyetem Kémiai Technológiai Tanszékén volt tanársegéd, ahol laboratóriumi gyakorlatokat vezetett. 1961-ben a Magyar Tudományos Akadémia Peptidkémiai Csoportjának tagja lett. 1964-ben elnyerte a kanadai National Research Council post doktori ösztöndíját és ennek folytán az 1964/65-ös évben az Az Albertai Egyetem Biokémiai Tanszékén folytatott kutatásokat. Visszatérte után az Eötvös Loránd Tudományegyetem egyetemi docense lett, majd 1972 óta 2001-es nyugdíjba vonulásáig az ELTE egyetemi tanára, volt a Szerves Kémiai Tanszéken. 1994-ben meghívást kapott az amerikai Kentucky állam Louisville városi székhelyű AdvancedChemTech cégtől ahol 5 évet töltött tudományos tanácsadóként.  

## Munkássága
Tudományos munkásságát Fodor Gábor professzor irányításával kezdte, akinek kényszerű távozása után csatlakozott a Széll Tamás adjunktus Fries átrendeződéssel kapcsolatos témájához és fontos megállapításokkal járult hozzá az átrendeződés mechanizmusának tisztázásához. Kanadat tanulmányútja során fő szerepet játszott az egyetlen láncában 245 aminosavat tartalmazó kimotripszinogén-B aminosav-sorrendjének tisztázásában. A múlt század 70-es éveiben a CHINOIN vegyészeti gyár megbízásából folytatott kutatásai során sikerült izolálni a marha parathyroid porból annak hatóanyagát, amely gamma-glutamil-taurin-nak bizonyult és a Litoralon nevet kapta. A hatóanyag különösen szemszárazság ellen kiválónak bizonyult, de gyógyszergyári témavezetőjének, Feuer László főmérnöknek korai halála miatt nem válhatott gyógyszerré. Fő kutatási területe a nagy visszhangot kiváltó kombinatorikus kémia (combinatorial chemistry), amelynek alapjait már a 80-as évek elején lefektette. Ennek alapját képezi az un. megosztásos-keveréses (split and pool) szintézis. Ennek az a lényege, hogy ha egy többlépéses szintézisben az egyik reaktánst vegyületkeverékkel helyettesítjük a képződő vegyületek száma exponenciálisan emelkedik. Így egy munkamenetben akár több millió vagy több milliárd vegyület keletkezik keverék formájában, amelyek közül például a gyógyszeriparban kiválaszthatják a bioaktív komponenseket. Érdekessége a módszernek, hogy ha a szintézist a Merrifield által kifejlesztett szilárdfázisú eljárással végezzük, akkor a hordozó anyag minden szemcséjén csak egyetlen vegyület keletkezik, ami megkönnyíti a hatóanyag azonosítását. Bár azt pontosan lehet tudni, hogy a szintézis során mely vegyületek keletkeznek, az egyes komponensek szerkezetét csak akkor tudjuk meg, ha azokat meghatározzuk, vagy ha a a szintézis során felhasznált építőelemeket valamiképpen megjelöljük. A kipróbált többféle jelölésmód közül a DNS oligomerekkel történő kódolás bizonyult a legmegfelelőbbnek.A módszert (DNA-encoded chemical library) az egész világon széleskörűen alkalmazzák a gyógyszergyárakban, kutatóintézetekben és egyetemi kutatóhelyeken. Így például ennek a módszernek az alkalmazására alapították többek között az amerikai X-chem nevű kutatóintézetet, amelynek Budapesten is van egy részlege.

## Díjak, elismerések
- 1964 A National Research Council of Canada ösztöndíja
- 1964 Kiváló munkáért érdemérem
- 1996 A Moet Henessy-Louis Vuitton Alapítvány Leonardo da Vinci Kiválósági Díja
- 1999 MTA Akadémiai Díj
- 2001 Tiszteletbeli Elnök, European Society of Combinatorial Sciences
- 2002 Széchenyi-díj

## Könyvei
- Szerves kémia 930 old. Tankönyvkiadó 1988
- Combinatorial Chemistry. Principles and Techniques 2007
- Érdekfeszítő világunk. Honnan tudjuk amit tudunk? 345 old. United P.C. 2012
- Structure dependent energy of organic compounds 124 old. Springer 2019

## Főbb publikációi
- Study on Fries reaction. Part I. Isomerisation of thymyl acetate (1968, első szerző)
- Study on the Fries reaction. Part II. Effect of hydrogen chloride on the isomerisation of thymyl acetate (1960, társszerző)
- Structure of chymotrypsinogen B compared with chymotrypsinogen A and trypsinogen (1968. társszerző)
- New method for isolation of the C-terminal fragment of peptides and proteins (1970, első szerző)
- Isolation of gamma-L-glutamyl-taurine from the protein free extract of bovine parathyroid powder (1980, első szerző)
- Synthesis of gamma-L-glutamyl-taurine (1980, társszerző)
- Comparison of the heats of formation of hydrocarbons (1983, szerző)
- General method for rapid synthesis of multicomponent peptide mixtures (1991, első szerző)
- New Thermochemical Reference System Expressing the Relative Energy of Organic Compounds (1993, első szerző)
- History of combinatorial chemistry (1995, szerző)
- The string synthesis. A spatially addressable split procedure (2000, első szerző)
- Redistribution in Combinatorial Synthesis. A Theoretical Approach (2000, szerző)
- Combinatorial chemistry: 20 years on (2002, szerző)
- Relative energy of organic compounds I. Hydrocarbons and their oxygen derivatives (2009. szerző)
- Relative energy of organic compounds II. Halides, nitrogen and sulfur compounds (2009, szerző)
- Components of the heat of reactions (2009, szerző)
- Relative energy of organic compounds IV. Radicals, carbocations, and carbanions (2017, szerzó)
- Facts from the Early Years of the History of Combinatorial Chemistry (2018, szerző)
- Forty years of combinatorial technology (2022, szerző)